# Ralf Streuf
Ralf Michael Erich Streuf häufig abgekürzt als R.M.E. Streuf (* 4. November 1950 in Wuppertal) ist deutscher Grafiker, Maler, Kaufmann, Kommunalpolitiker und Musiker.

## Leben und Wirken

### Künstlerische Tätigkeit
Streuf trat 1967 in die Werkkunstschule Wuppertal ein, danach in die Kunstakademie Düsseldorf als Meisterschüler bei Irmin Kamp.
Er ist ein humorvoller Mensch, seine Biografie schmückt er fantasievoll aus, er sagt über sich: er sei in die Klasse von Film und Fachwerk auf der Werkkunstschule Wuppertal von Arnold Hau gegangen. Weiter hat er für sich die Auszeichnung Grützbach-Plakette in Gold erfunden, die er 1983 erhalten haben soll, und bezeichnet sich als Vertreter des kunstgewerblichen Dadaismus.
Als Künstler ist Streuf vielseitig wie originell, so fertigt er Gemälde, Assemblagen, Objet trouvé, „Kitsch-Bilder“, Farbfotokopien mit retuschierten Fotos und Comics mit zumeist ironisch-hintergründigen Aussagen. Streuf neigt zu gelegentlichen Straßenkunstaktionen und ist mit Eugen Egner (Pseudonym Eugen Euler) Gründungsmitglied der musikalischen Gruppe „Armutszeugnis“. Das Ratsinformationssystem von Wuppertal verzeichnet Streufs Mitgliedschaft als „Oberster Kongress-Schwänzer“ OKdD und MdD der Deutschen Organisation nichtkommerzieller Anhänger des lauteren Donaldismus, (Mitglied der D.O.N.A.L.D.).
1988 erwarb er das Sommerhaus Von-der-Heydt, das seit Anfang der 1980er Jahre von einigen Künstlern als Kunst- und Kommunikationszentrum „Verlag&Werkstatt Königshöhe“ betrieben wurde.

### Kaufmännische Tätigkeit
Streuf war seit 1990 Pächter des Museums-Cafés des von der Heydt-Museums in Wuppertal-Elberfeld. Der 25-jährige Pachtvertrag wurde 2015 nicht verlängert.

### Kommunalpolitische Tätigkeit
Für die Wählergemeinschaft für Wuppertal (WfW) ist Streuf in die Bezirksvertretung Elberfeld gewählt und als sachkundiger Bürger im Ausschuss für Kultur und war ehemals, bis Juni 2014, in den Ausschuss für Umwelt des Rats der Stadt Wuppertal berufen. Im Gestaltungsbeirat ist Streuf beratendes Beiratsmitglied. Bei den Kommunalwahlen in Nordrhein-Westfalen 2009 kandidierte Streuf für das Oberbürgermeisteramt. Er konnte 2,32 Prozent der Stimmen auf sich vereinen. Im Februar 2015 wurde Streuf auf der Jahresversammlung zum Vorsitzenden der Wählergemeinschaft gewählt.

## Beteiligt an
- Helmut Lotz (Hrsg.): Schluß mit dem Jahrtausend! : 15 ultimative Beiträge. Dt. Taschenbuch-Verl., München 1999, ISBN 3-423-20259-9 (R. M. E. Streuf, Illustration).
- Max Jensen, Franziska Ury: Gnadenschuss der Liebe: Geschichten und Gedichte. Hrsg.: Walther von der Fohlenweide. Verlag Das fünfte Tier, 2013, ISBN 978-3-9522982-9-9 (R. M. E. Streuf, Illustration).

## Auszeichnungen und Ehrungen
- 1969: Lucas-Preisträger[1]
- 1981: von der Heydt-Kulturpreis